# Cordero, el evangelio según el mejor amigo de la infancia de Jesucristo
Cordero, el evangelio según el mejor amigo de la infancia de Jesucristo, es la sexta novela del autor humorístico Christopher Moore, publicada originariamente en Estados Unidos en el año 2002, y en España en 2010 por medio de La Factoría de Ideas. En esta obra, el autor narra los hechos acaecidos durante los años perdidos de Jesús, desde el punto de vista de su mejor amigo de la infancia, Levi bar Alphaeus, «al que llaman “Colleja”». 
La edición original de Cordero se publicó en rústica y cartoné, e incluye un epílogo en el que el autor explica algunos aspectos del trasfondo de la novela. En 2007 se publicó una edición especial en Estados Unidos que incluyó un segundo epílogo en el que Moore relata el viaje de investigación que realizó por Israel como labor de documentación. 
Según el autor, el director y productor Peter Douglas, de la compañía Vincent Pictures, ha adquirido los derechos para llevar la novela al cine.

## Resumen del argumento
Levi bar Alphaeus, «al que llaman “Colleja”», el mejor amigo de la infancia de Jesucristo, es resucitado por el ángel Raziel para completar las partes de la vida del Mesías que no se encuentran narradas en la Biblia, es decir, sus primeros años de vida, adolescencia y juventud. Durante este tiempo, Joshua (la forma hebrea del nombre de Jesucristo), acompañado de su amigo, viaja hacia Oriente para conocer a los Tres Reyes Magos que le visitaron cuando nació, con la intención de recabar información sobre el modo en que debería actuar como Mesías. El viaje se prolonga casi veinte años, durante los cuales Joshua adquiere los conocimientos y habilidades necesarias para iniciar la tarea para la que ha sido enviado.